# Артур Николсон, први барон од Карнока
Артур Николсон, први барон од Карнока (енгл. Arthur Nicolson, 1st Baron Carnock; 1849 — 1928), познат и као сер Артур Николсон, 11. баронет од 1899. до 1916. био је британски дипломата у последњој четвртини 19. и почетком 20. века. Служио је у Атини, Берлину, Пекингу, Техерану, Будимпешти, Истанбулу, Мароку, Мадриду и Русији. У име Британске империје потписао је Англо-руски споразум 1907. године.